# Паухатан (Арканзас)
Паухатан (енгл. Powhatan) град је у америчкој савезној држави Арканзас.

## Демографија
По попису из 2010. године број становника је 72, што је 22 (44,0%) становника више него 2000. године.
| Група             | 2000.      | 2010.       |
| Белци             | 49 (98,0%) | 72 (100,0%) |
| Афроамериканци    | 0 (0,0%)   | 0 (0,0%)    |
| Азијати           | 0 (0,0%)   | 0 (0,0%)    |
| Хиспаноамериканци | 0 (0,0%)   | 0 (0,0%)    |
| Укупно            | 50         | 72          |